# Tumulus d'Oultremont
Le tumulus d'Oultremont, appelé aussi la tombe de Saint-Gilles, est un tumulus situé  dans la commune de Villers-le-Bouillet en province de Liège (Belgique). 
Il a été repris sur la liste du patrimoine immobilier classé de Villers-le-Bouillet

## Localisation
Ce tumulus se situe dans la campagne au sud-ouest du village hesbignon de Warnant, le long de la rue Râperie, entre le château d'Oultremont et le hameau de  Maisons Sottiaux. Il se trouve à quelques dizaines de mètres au sud de l'autoroute E42 et à proximité du parc éolien de Villers-le-Bouillet.

## Description
Il s'agit d'un tumulus planté d'une vingtaine de pins. Il a un diamètre de douze à seize mètres et une hauteur assez modeste d'1,80 m.

## Historique
Des pièces de monnaie frappées sous les règnes des empereurs romains Antonin et Marc Aurèle datent le tumulus du IIe siècle après Jésus-Christ. En 1876, lors de fouilles menées par G. de Looz, un intéressant mobilier funéraire a été mis au jour. Il s'agit notamment d'un brûle-parfum en bronze en forme de fleur de 8 cm de haut, de 38 vases en céramique, de 7 lampes, d'un plateau en verre, et de 40 fragments d'os ouvragé, identifiés à tort comme des fragments de flûte par Looz, et plus probablement des charnières. La plupart des vestiges furent dispersés, seuls deux lampes, des grains de pâte de verre et le brûle-parfum, un objet rare, furent déposés en 1877 aux Musées royaux d'art et d'histoire de Bruxelles,.
Au sommet du tumulus, se dresse une petite potale datée de 1807 et dédiée à saint Gilles. Une statue de la Vierge jouxte cette potale.

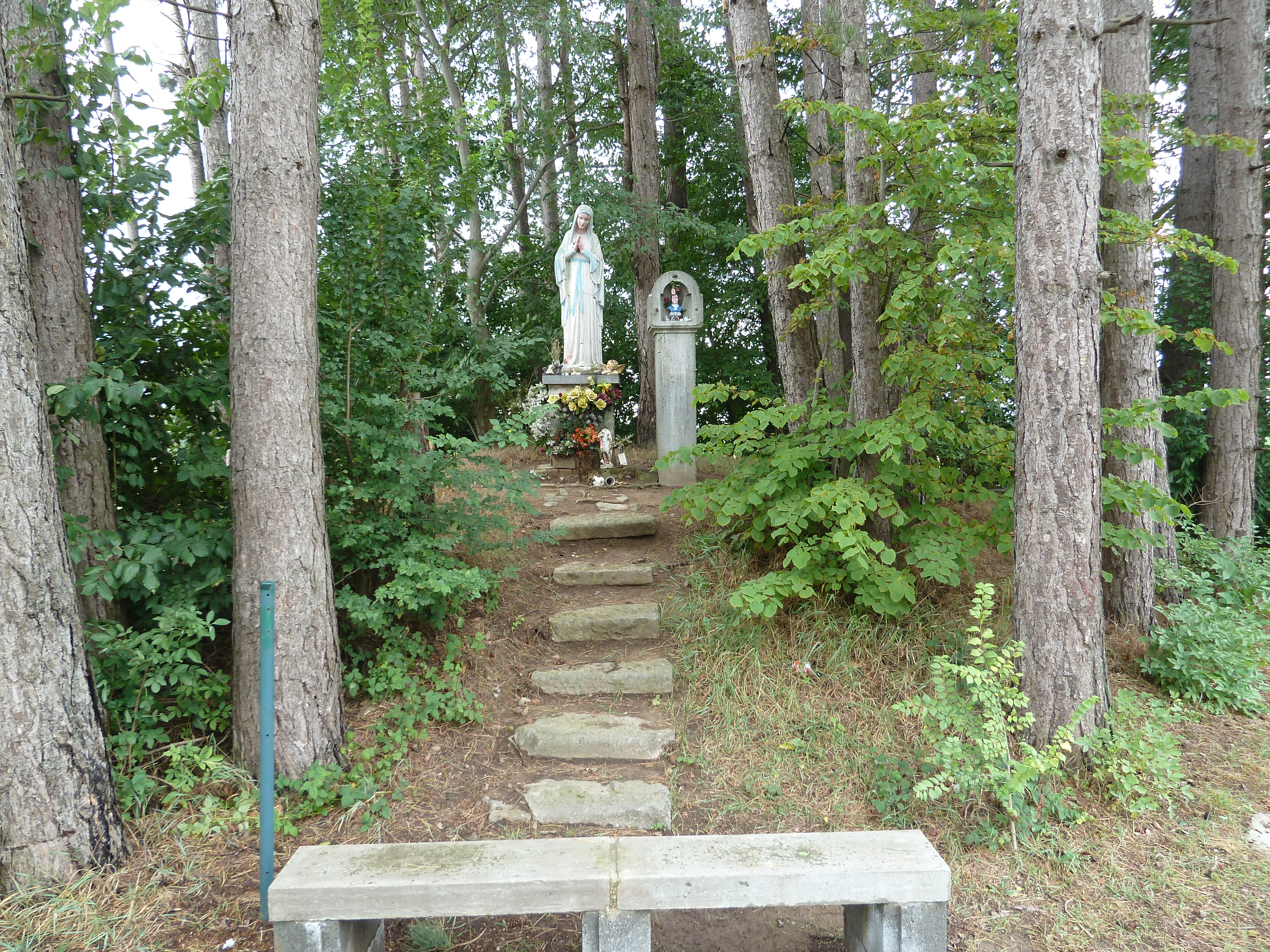